# Peter Barrett
Peter Jones Barrett (ur. 20 lutego 1935 w Madison, zm. 17 grudnia 2000 tamże) – amerykański żeglarz sportowy, dwukrotny medalista olimpijski.
Brał udział w trzech igrzyskach (IO 60, IO 64, IO 68), na dwóch zdobywał medale. W 1964 sięgnął po brąz w klasie Finn, cztery lata później triumfował w klasie Star. W 1968 partnerował mu Lowell North. Wielokrotnie był medalistą mistrzostw świata, zwyciężał w Starze w 1973.